# Ahlát Chal
Ahlát Chal är ett berg i Grekland.   Det ligger i regionen Östra Makedonien och Thrakien, i den nordöstra delen av landet, 400 km norr om huvudstaden Aten. Toppen på Ahlát Chal är 1 381 meter över havet, eller 1 152 meter över den omgivande terrängen. Bredden vid basen är 13,7 km.
Terrängen runt Ahlát Chal är kuperad norrut, men söderut är den bergig. Runt Ahlát Chal är det ganska tätbefolkat, med 230 invånare per kvadratkilometer. Närmaste större samhälle är Xánthi, 8,6 km sydost om Ahlát Chal. I omgivningarna runt Ahlát Chal växer i huvudsak blandskog.